# Schlacht bei Pavia (1525)

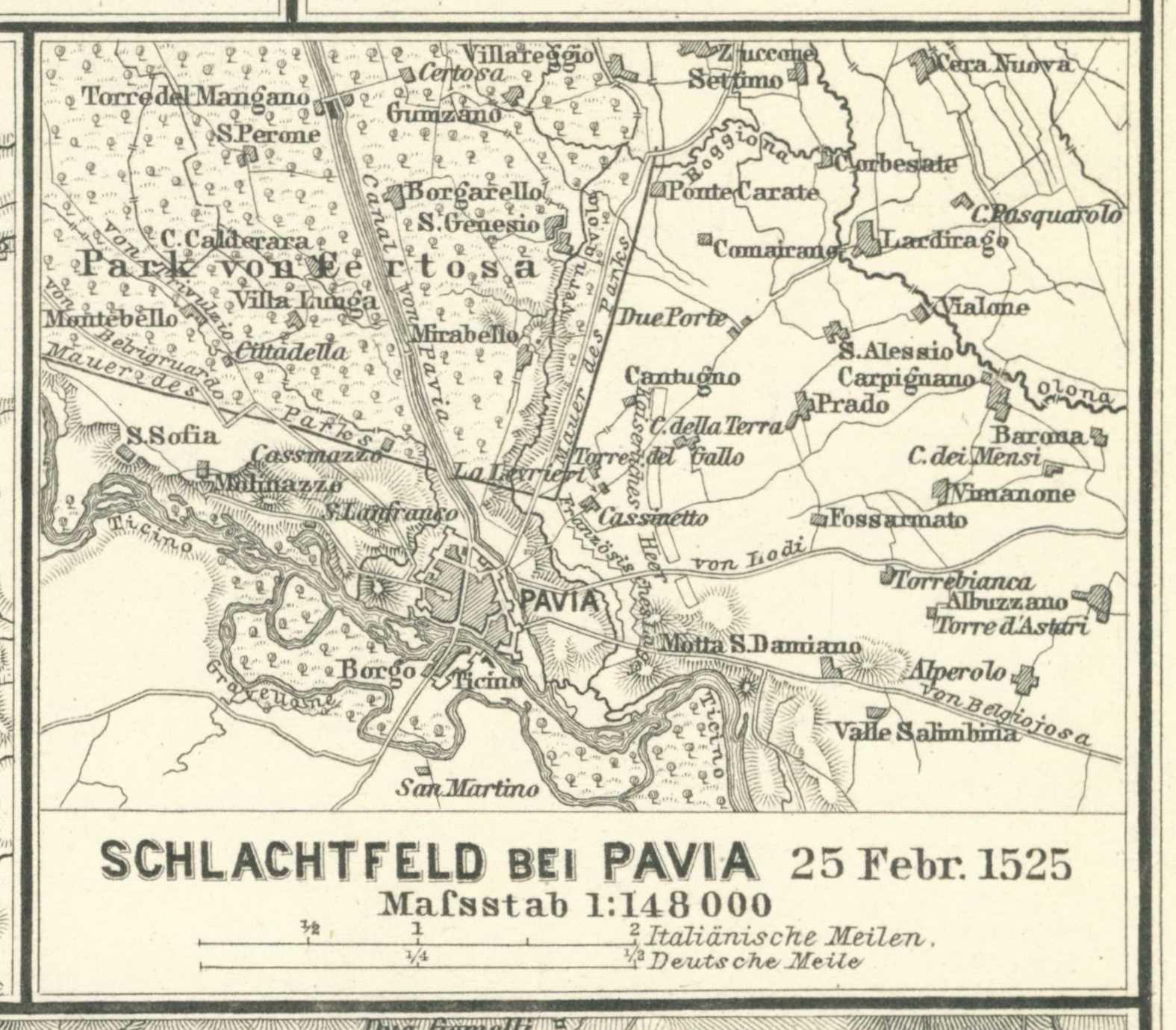
Schlachtfeld bei Pavia (Karte von 1871)

Die Schlacht bei Pavia war eine Schlacht im Rahmen der Italienkriege um die Hegemonie in Europa zwischen den Habsburgern (Spanien-Burgund-Erblande) unter Karl V. und den Valois (Frankreich) unter Franz I., die am 24. Februar 1525 stattfand.

## Vorgeschichte
Die Italienkriege begannen 1494, als Karl VIII. von Frankreich versuchte, sich der Herrschaft über Italien zu bemächtigen. Er wurde von der spanisch-österreichischen Liga, der sich auch England und die italienischen Staaten anschlossen, zurückgedrängt. Karls Nachfolger Ludwig XII. erneuerte den Angriff und besetzte 1500 Mailand; zugleich fiel mit Neapel der Süden Italiens 1504 an Spanien. Ludwigs Gegenspieler in Deutschland war der Habsburger Maximilian I., der sich mit dem englischen König Heinrich VIII. verbündete, sodass Ludwig nach den für ihn verlustreichen Schlachten von Guinegate und Novara (1513) Mailand wieder räumen musste.
Erfolgreicher zeigte sich zunächst Ludwigs Nachfolger Franz I., der gleich zu Beginn seiner Herrschaft 1515 den glänzenden Sieg bei Marignano erfocht und erneut Mailand in Besitz nahm. Dies wurde zunächst auch von Spanien 1516 im Vertrag von Noyon anerkannt, doch ergab sich eine völlig neue Lage durch die Wahl Karls V. von 1519 (Franz I. hatte selbst gegen ihn kandidiert), da dies zur Vereinigung Spaniens, der habsburgischen Lande und des Reichs in Personalunion führte und so Frankreich plötzlich ein Gegner gegenüberstand, der das Land von zwei Seiten umfassen und außerdem über enorme Ressourcen aus den neu entdeckten Kolonialgebieten verfügen konnte. Karl V. erklärte denn auch die Vereinbarungen von Noyon sofort für nichtig und die Italienkriege traten, nachdem Karl 1521 sich noch auf dem Reichstag zu Worms mit der ausbrechenden Reformation in Deutschland hatte beschäftigen müssen, mit seinem Aufbruch von dort nach Italien in eine neue Phase.

## Belagerung und Schlacht

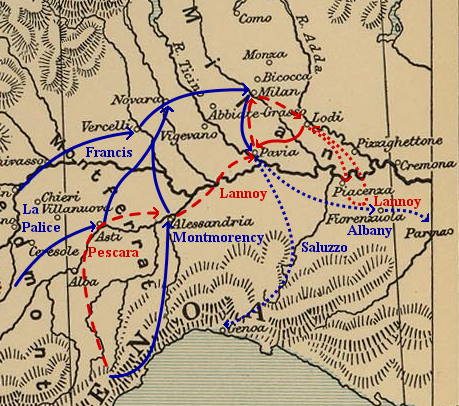
Schlacht bei Pavia

1524 gelang es Franz I., ein Bündnis mit dem Kirchenstaat zustande zu bringen, der sich durch die Perspektive, im Norden und Süden von Habsburg umklammert zu werden, bedroht fühlte. Um Papst Clemens VII. zu unterstützen, kam Franz I. mit einer Armee von 26.000 Söldnern – unter ihnen Franzosen, Italiener und Schweizer – über die Alpen und zog triumphierend in Mailand ein. Wenig später legte Franz einen Belagerungsring um die strategisch bedeutende alte Lombardenresidenz Pavia, die von einer 6.000 Mann starken Besatzung gehalten wurde. Um diese zu entsetzen, entsandte Karl ein 23.000 Mann starkes Heer unter dem Marquese von Pescara, der bereits in der Nacht des 23. Februar den Angriff begann. Aus Pavia kamen später die Streitkräfte unter der Führung Antonio de Leyvas hinzu. In den Morgenstunden des 24. (übrigens dem 25. Geburtstag Karls V.) sah es zunächst nach einem Sieg der von Admiral Bonnivet geführten Truppen aus, doch gelang den Kaiserlichen mit 1.500 baskischen Arkebusieren eine überraschende Attacke auf das Zentrum der französischen Linien, wo sich deren König befand. Die spanischen Schützen wandten sich dabei erfolgreich gegen die französische Reiterei, die Schweizer Söldner wurden von den Kaiserlichen Landsknechten in die Flucht geschlagen.
Beim Versuch, Franz I. zu retten, kamen zahlreiche hochrangige Heerführer ums Leben, so der Herzog von La Tremouille und der Maréchal de Foix. Auch das Pferd des Königs wurde getroffen, sodass Franz sich letztendlich Lannoy ergeben musste. Die französische Armee war zu diesem Zeitpunkt nahezu gänzlich aufgerieben oder auf der Flucht. Das geschlagene Heer versuchte sich über den Ticino in Sicherheit zu bringen, viele ertranken bei dem Versuch.
Der Sieg der Kaiserlichen war vollständig; neben dem König befanden sich hochrangige französische Hauptleute in Gefangenschaft, das Heer war geschlagen und die gesamte französische Artillerie wurde erbeutet. Die französischen Streitkräfte verließen allesamt die italienischen Gebiete und besetzten Orte und zogen sich vollständig nach Frankreich zurück.

## Auswirkungen
Lannoy brachte den französischen König zum Kaiser nach Madrid, wo Franz I. zwar respektvoll behandelt wurde, aber, um wieder freizukommen, 1526 den Frieden von Madrid schließen musste, der Karl den Besitz Mailands, Genuas, des Herzogtums Burgund und Neapels zugestand. Wieder freigelassen, widerrief Franz I. sofort den Frieden, den er für erzwungen erklärte, womit Karls errungene Vorteile zunichtegemacht wurden. Der Kampf um die Vorherrschaft in Europa sollte noch bis 1559 andauern, bis Heinrich II. den Frieden von Cateau-Cambrésis schloss und so die europäische Vormachtstellung von Frankreich auf Spanien überging.